# پرافت
پرافت (انگلیسی: Prophet) شرکت خدمات حرفه‌ای آمریکایی است، که در سال ۱۹۹۲ توسط دیوید اکر تأسیس شد.